# Aaron Smith
Aaron Smith (ur. 21 listopada 1988 w Palmerston North) – nowozelandzki rugbysta występujący na pozycji łącznika młyna. Wybitny reprezentant kraju i multimedalista, w tym zdobywca pucharu świata. U szczytu kariery powszechnie uznawany za najlepszego zawodnika na swojej pozycji na świecie.

## Młodość
Pochodzi z Feilding, miasta w południowej części Wyspy Północnej. Jako dziecko Smith uprawiał różne sporty, jednak lepsze wyniki osiągał w krykiecie niż w rugby. Niemniej, kiedy w wieku 12 lat musiał podjąć ostateczną decyzję, wybrał drugą z wymienionych dyscyplin. Jako nastolatek uczęszczał do Feilding High School, równolegle do innego przyszłego „All Black” Sama Whitelocka. W latach 2003–2006 występował w reprezentacji szkoły. W tym czasie dołączył do klubu Feilding Yellows, powoływany był też do młodzieżowych zespołów regionalnych (m.in. Manawatu U-18 czy Hurricanes Schools).
Z uwagi na drobną budowę ciała, niewielki wzrost, Smith za namową ojczyma uznał, że aby mieć szansę w profesjonalnym sporcie, musi się wyspecjalizować w jednym z elementów gry. Jako że warunki fizyczne predestynowały go do gry na pozycji łącznika młyna, zdecydował się doskonalić przede wszystkim celność swoich podań – młodzian spędzał całe godziny, rzucając piłkę w kierunku żółtej naklejki na koszu na śmieci.

## Kariera klubowa

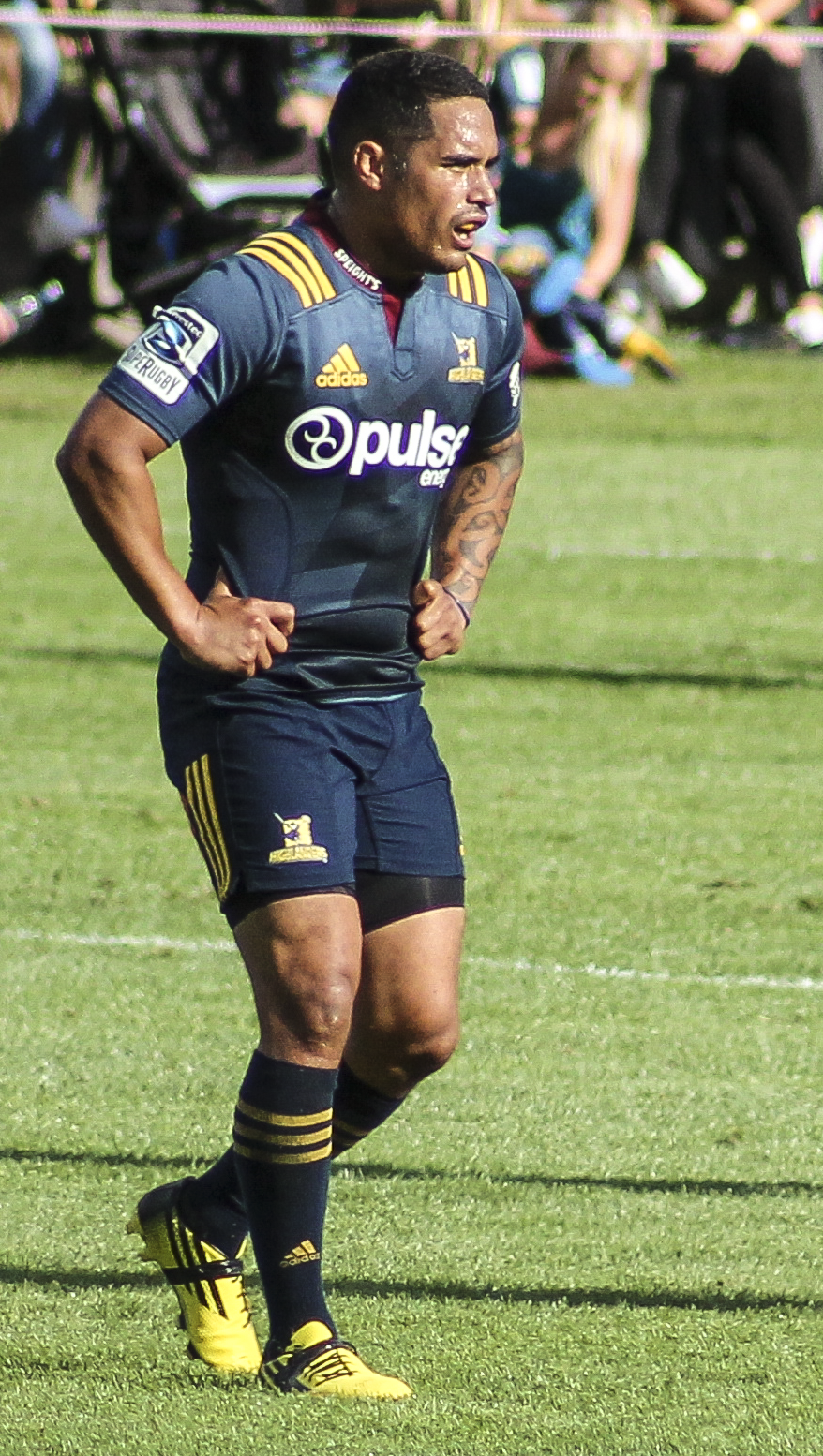
Smith w barwach Highlanders (2016)

Na poziomie prowincjonalnym, w drużynie Manawatu Smith zadebiutował w 2008 roku w meczu z Bay of Plenty i w ciągu trzech sezonów wystąpił w 43 meczach, nierzadko obok późniejszego partnera z kadry Aarona Crudena. Począwszy od 2012 występy w barwach „Turbos” kolidowały z jego obowiązkami reprezentacyjnymi.
W 2011 roku Smith został zakontraktowany przez zespół Super Rugby, Highlanders jako zmiennik reprezentanta Nowej Zelandii Jimmy’ego Cowana. Jednak już w kolejnym sezonie wywalczył sobie stałe miejsce w podstawowym składzie zespołu. Highlanders zajęli wówczas dziewiąte miejsce, o jedną pozycję gorsze niż sezon wcześniej. Szczególnie nieudana była jednak kolejna odsłona rozgrywek, sezon 2013, kiedy „Górale” wygrali jedynie trzy spośród 18 spotkań i zajęli przedostatnie miejsce w 15-drużynowej tabeli. Smith i koledzy znacznie lepiej radzili sobie rok później – w sezonie zasadniczym Highlanders zajęli szóstą pozycję i uzyskali awans do fazy pucharowej. W ćwierćfinale natrafili na południowoafrykański zespół Sharks, w ostatnich minutach ulegając ekipie z Durbanu. Mimo licznych spekulacji, w sierpniu Smith podpisał nową umowę wiążącą go z zespołem do połowy 2016 roku.
W sezonie 2015 Smith jako jeden z kluczowych zawodników Highlanders poprowadził drużynę do wielkiego finału rozgrywek, w którym zespół z Otago pokonał Hurricanes. Mając na koncie 78 spotkań (w tym 60 z rzędu), po zakończeniu rozgrywek łącznik przedłużył kontrakt z „Góralami” do końca sezonu 2019. Obrona tytułu mistrzowskiego nie powiodła się rok później – Highlanders z 52 punktami zajęli drugie miejsce w konferencji nowozelandzkiej (o jedno oczko za Hurricanes), co po reformie rozgrywek przełożyło się na dopiero piątą lokatę w ogólnej tabeli. Następnie po pokonaniu Brumbies, zawodnicy z Otago w półfinale przegrali z południowoafrykańskimi Lions.
Smith w marcu 2017 roku zaliczył swój setny mecz w barwach Highlanders, kiedy jego zespół mierzył się z Rebels. Ostatecznie sezon 2017 zespół z Otago zakończył w pierwszej rundzie fazy pucharowej, ulegając Crusaders 0:17.

## Kariera reprezentacyjna

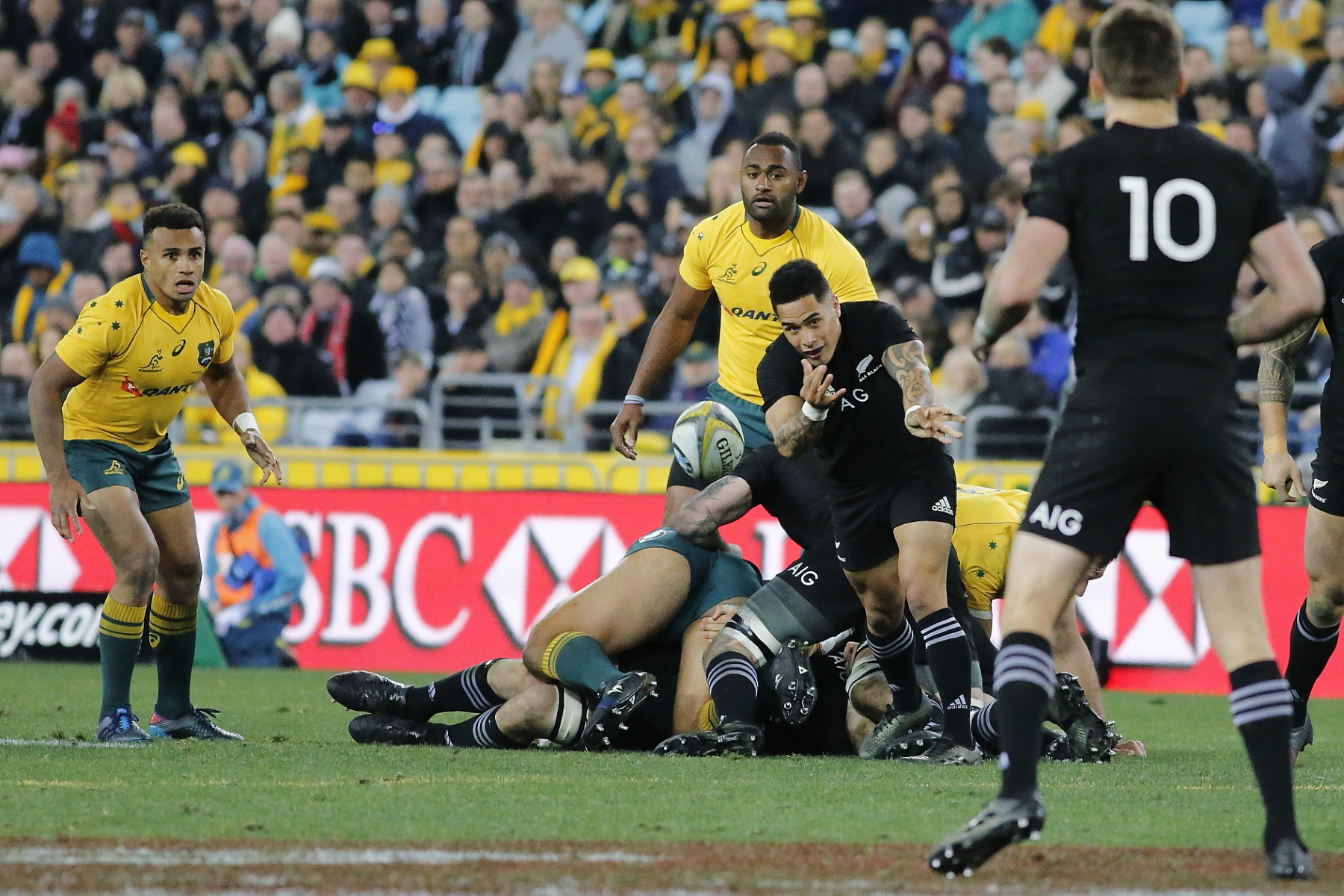
Smith wyprowadzający piłkę z rucku podczas meczu z Australią (2017)

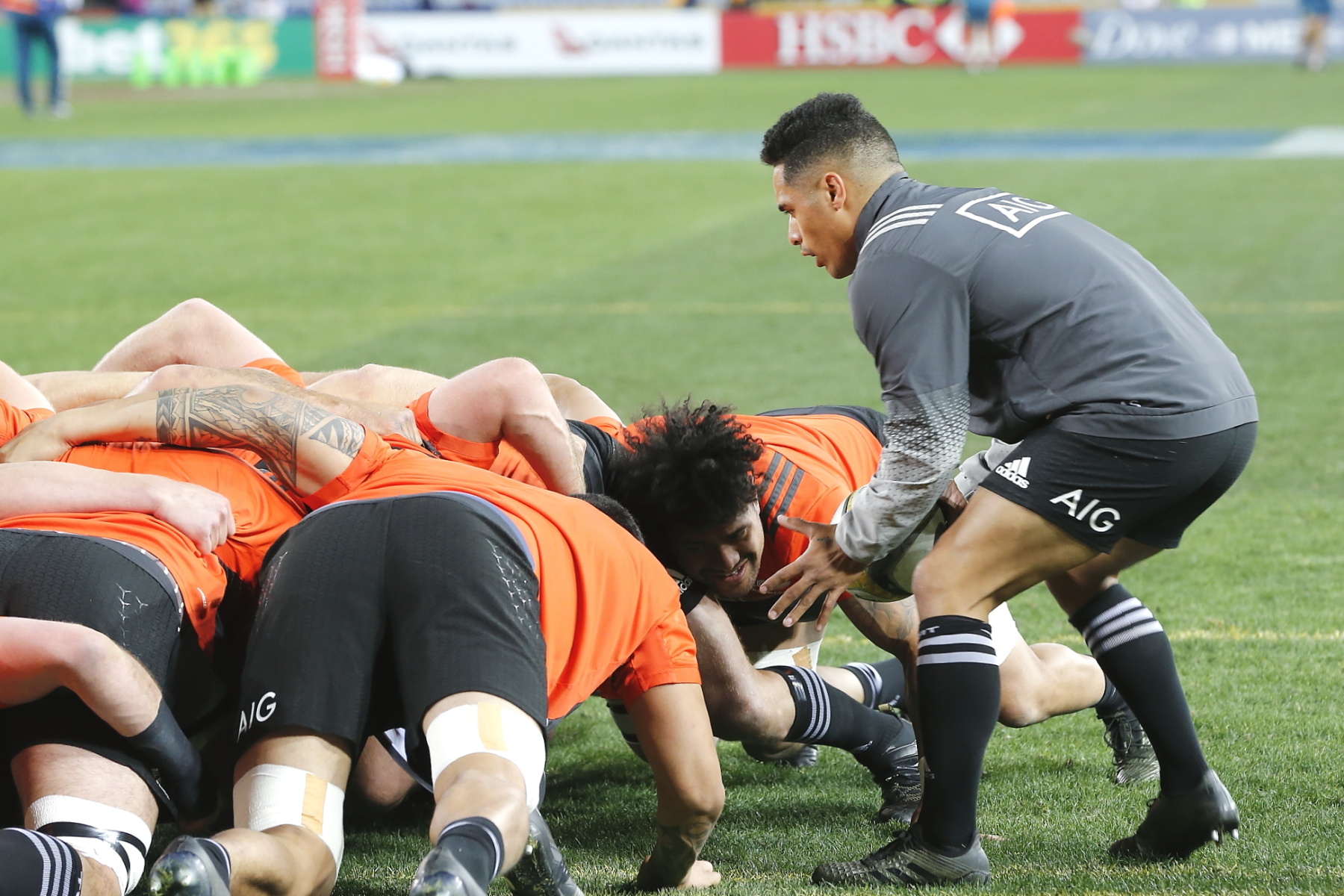
Rozgrzewka przed meczem (2017)

Pochodzący z regionu Manawatu-Wanganui zawodnik nie występował w młodości w juniorskich reprezentacjach Nowej Zelandii – nie otrzymał zaproszenia choćby do drużyn U-14 czy U-19. W 2008 roku został powołany do reprezentacji do lat 20 na rozgrywane na walijskich boiskach Mistrzostwa Świata Juniorów. „Baby Blacks” sięgnęli ostatecznie po zwycięstwo w całych rozgrywkach, pokonując w finale Anglików. Smith pojawił się na boisku jako zmiennik i po kilku minutach został ukarany żółtą kartką.
W połowie 2010 roku Smith otrzymał powołanie do zespołu Māori All Blacks – drugiej reprezentacji Nowej Zelandii składającej się z zawodników maoryskiego pochodzenia. W czasie serii spotkań z okazji stulecia drużyny Smith w pierwszym składzie wystąpił w wygranych meczach z reprezentacjami Irlandii i Anglii.
Dwa lata później po raz pierwszy wystąpił w barwach „All Blacks”, debiutując w spotkaniu z Irlandią. Natychmiast wywalczył sobie pewne miejsce w pierwszym składzie reprezentacji – w pierwszym sezonie reprezentacyjnym zapisał na swoim koncie 13 spotkań, z czego tylko jeden mecz rozpoczynał wśród zmienników. Wraz z nowozelandzką kadrą sięgnął po złote medale podczas trzech kolejnych edycji The Rugby Championship – 2012, 2013, 2014. W 2015 roku Smith został powołany na rozgrywany w Anglii Puchar Świata. Pomijając mecz z najsłabszą w grupie Namibią, wystąpił we wszystkich spotkaniach „All Blacks” na tej imprezie. W wielkim finale Nowozelandczycy pokonali Australijczyków 34:17.
W spotkaniu z Walią w czerwcu 2016 Smith zanotował 50. występ w kadrze narodowej. Po roku przerwy, w 2016 roku „All Blacks” ze Smithem w pierwszym składzie ponownie sięgnęli po tytuł w The Rugby Championship, wyrównując rekord w liczbie wygranych spotkań międzynarodowych z rzędu. Osiągnięcie w mistrzostwach południowej półkuli powtórzyli rok później; sumując dwie ostatnie edycje, wygrali łącznie 12 kolejnych meczów w tych rozgrywkach.

## Styl gry
Smith z uwagi na budowę ciała jest znacznie sprawniejszy i ma niżej położony środek ciężkości niż większość zawodników. Ponadto dobrze wykonuje zagrania nogą i jak na swoje warunki fizyczne przyzwoicie szarżuje rywali. Niemniej jego największymi atutami są ponadprzeciętna szybkość w przegrupowaniach oraz niezwykła dokładność podań obiema rękoma. Zdaniem Justina Marshalla, przeszło 80-krotnego reprezentanta Nowej Zelandii, zachowanie Smitha w formacji rucku każdorazowo przyspiesza grę danego zespołu o dwie-trzy sekundy. Te cechy, w opinii komentatorów pozwoliły reprezentacji Nowej Zelandii na dalszą poprawę swoich występów.
W powszechnej opinii Smith u szczytu kariery był najlepszym zawodnikiem na swojej pozycji na świecie. Porównywano go do Chrisa Laidlawa, wybitnego „All Black” z lat 60., z kolei Will Genia, sam uznawany swego czasu za najlepszą „dziewiątkę” na świecie, w 2015 roku stwierdził, że Smith jest najlepszym łącznikiem młyna, „i to już od kilku lat”. Wysoka forma utrzymywana na przestrzeni kolejnych sezonów przyczyniła się do wytworzenia się opinii o Nowozelandczyku jako o najlepiej podającym zawodniku na świecie. Pogląd taki wyraził m.in. Peter Stringer, blisko stukrotny reprezentant Irlandii.
W 2016 roku Warren Gatland, trener British and Irish Lions wyraził przekonanie, że w owym czasie Smith był najlepszym zawodnikiem na świecie bez względu na pozycję oraz najbardziej wpływowym członkiem nowozelandzkiej drużyny narodowej.

## Nagrody i wyróżnienia
- nagroda dla najlepszego maoryskiego zawodnika 2014 roku (Tom French Memorial Trophy)[4][14][20]
- nominacja do nagrody dla najlepszego maoryskiego gracza roku 2015[6]
- nominacja do nagrody dla najlepszego nowozelandzkiego gracza w Super Rugby w sezonie 2015 (Super Rugby Player of the Year)[6]

## Życie prywatne
Smith ma maoryskie korzenie, wywodzi się z iwi (plemienia) Ngāti Kahungunu.
Jego matka Bridget była nauczycielką, ojczym Wayne zaangażowany był w amatorskie rozgrywki rugby. Sam Aaron w młodości praktykował w zakładzie fryzjerskim, w późniejszych latach strzygł włosy niektórym kolegom z reprezentacji.

### Skandal obyczajowy
W październiku 2016 roku Smith tuż przed odlotem wraz z reprezentacją na mecz do Południowej Afryki został zauważony, gdy wychodził z kobietą z toalety dla niepełnosprawnych. Relacje świadków nie pozostawiały wątpliwości, co do intymnego charakteru spotkania. Wydarzenie z lotniska w Christchurch odbiło się szerokim echem wśród nowozelandzkiej opinii publicznej; głos zabrali m.in. premier kraju John Key czy dyrektor wykonawczy New Zealand Rugby Union Steve Tew. Szczególnie krytykowano fakt, że zawodnik pozostawał w tym czasie na zgrupowaniu, nosił strój reprezentacji i tym samym naraził na szwank dobre imię drużyny narodowej. Smith wydał wkrótce oficjalne oświadczenie, w którym przeprosił za swoje zachowanie zarówno swoich najbliższych, jak i osoby związane z rugby. Bezpośrednio po ujawnieniu afery zawodnik został tymczasowo zawieszony i wycofany z drużyny na nadchodzące spotkanie. Łącznie opuścił trzy mecze.  Po roku, kiedy ujawniono, że wyjaśnienia Smitha nie były prawdziwe, zawodnik otrzymał od federacji formalne upomnienie. Pozaboiskowe wydarzenia miały także przełożenie na formę psychiczną i fizyczną gracza – Smith przyznał, że potrzebował kilku miesięcy na dojście do właściwej dyspozycji.